# Felicia Spencer
Felicia Spencer (Montreal, 1990) è un'ex artista marziale mista canadese.
Felicia Dawn Spencer è una ex lottatrice di arti marziali miste canadese ex campionessa nella categoria Pesi piuma Invicta FC   e atleta nella divisione Ultimate Fighting. 

## Biografia
Spencer è nata a Montreal, in Quebec il 20 novembre 1990.Seguendo le orme dei fratelli maggiori iniziò ad allenarsi a Taekwondo all'età di quattro anni.  A dodici anni, ha iniziato ad allenarsi nel jiu-jitsu brasiliano e ha aggiunto il kickboxing al suo allenamento cinque anni dopo.  Nel 2009, quando si è trasferita a Orlando per frequentare l'Università della Florida centrale inizio' ad allenarsi nell' MMA con il Team Jungle MMA

## Carriera nelle Arti marziali miste
Spencer ha iniziato la sua carriera amatoriale nel 2012 vincendo il primo torneo "Tuff-N-Uff Future Stars of MMA" in cui ha sottomesso Leanne Foster e messo fuori combattimento Jessica Eve  al secondo "Tuff-N-Uff Xtreme",  accumulando un record di 5–1 firma per l'Invicta FC nel 2015.
Spencer ha fatto il suo debutto promozionale il 12 settembre 2015 all'Invicta FC 14: Evinger vs Kianzad  contro Rachel Wiley.
Ha vinto il combattimento con un knock-out tecnico al primo round.
Il suo successivo incontro si è disputato diciotto mesi dopo, il 25 marzo 2017 all'Invicta FC 22: Evinger vs Kunitskaya 2. Ha affrontato Madison McElhaney nei pesi piuma e ha vinto la lotta per decisione unanime.
Il 15 luglio 2017 Spencer ha affrontato Amy Coleman all'Invicta FC 24: Dudieva vs. Borella. Ha vinto il combattimento per sottomissione nel primo round.
Il 13 gennaio 2018 affronta Akeel Al-Hameed all'Invicta FC 27: Kaufman vs. Kianzad. vincendo il combattimento per decisione unanime.
Il 21 luglio 2018 all'Invicta FC 30: Frey vs. Grusander, Spencer affrontata Helena Kolesnyk vincendo il combattimento per sottomissione.
Conquista il titolo pesi piuma vincendo contro Pam Sorenson il 16 novembre 2018 all'Invicta FC 32: Spencer vs Sorenson

## Ultimate Fighting Championship
Spencer ha firmato con l'UFC nel marzo 2019 con un record imbattuto di 6-0 nell'Invicta FC. Ha fatto il suo debutto promozionale il 18 maggio 2019 all'UFC Fight Night: Dos Anjos vs Lee contro Megan Anderson. Vince il combattimento nel primo round con una ghigliottina.
Il 27 luglio 2019 affronta Cris Cyborg nel co-main event all'UFC 240,perdendo l'incontro per decisione unanime.
Spencer vince per Ko tecnico contro Zarah Fairn Dos Santos il 29 febbraio 2020 alla UFC Fight Night 169.
Il 9 maggio 2020 Spencer avrebbe dovuto affrontare l'attuale campionessa Amanda Nunes tuttavia, il 9 aprile Dana White, il presidente della UFC annuncia che questo evento è stato rinviato al 6 giugno 2020 all'UFC 250  dove perde l'incontro per decisione unanime.

### Risultati nelle arti marziali miste
| Risultato | Record | Avversario             | Metodo                           | Evento                                    | Data              | Round | Tempo | Città                   | Note                                                           |
| --------- | ------ | ---------------------- | -------------------------------- | ----------------------------------------- | ----------------- | ----- | ----- | ----------------------- | -------------------------------------------------------------- |
| Vittoria  | 9-3    | Leah Letson            | KO tecnico (pugni)               | UFC Fight Night: Holloway vs. Rodríguez   | 13 novembre 2021  | 3     | 4:25  | Las Vegas, Stati Uniti  |                                                                |
| Sconfitta | 8-3    | Norma Dumont           | Decisione (non unanime)          | UFC Fight Night: Font vs. Garbrandt       | 22 maggio 2021    | 3     | 5:00  | Las Vegas, Stati Uniti  |                                                                |
| Sconfitta | 8-2    | Amanda Nunes           | Decisione (unanime)              | UFC 250                                   | 6 giugno 2020     | 5     | 5:00  | Las Vegas, Stati Uniti  | Per il titolo UFC Women's Featherweight Championship.          |
| Vittoria  | 8-1    | Zarah Fairn Dos Santos | KO tecnico (pugni e gomitate)    | UFC Fight Night: Benavidez vs. Figueiredo | 29 febbraio 2020  | 1     | 3:37  | Norfolk, Stati Uniti    |                                                                |
| Sconfitta | 7-1    | Cris Cyborg            | Decisione (unanime)              | UFC 240                                   | 27 luglio 2019    | 3     | 5:00  | Edmonton, Canada        |                                                                |
| Vittoria  | 7-0    | Megan Anderson         | Sottomissione (ghigliottina)     | UFC Fight Night: dos Anjos vs. Lee        | 18 maggio 2018    | 1     | 3:24  | Rochester Stati Uniti   |                                                                |
| Vittoria  | 6-0    | Pam Sorenson           | Sottomissione (rear-naked choke) | Invicta FC 32: Spencer vs. Sorenson       | 16 novembre 2018  | 4     | 4:23  | Shawnee, Stati Uniti    | Vince il titolo vacante Invicta FC Featherweight Championship. |
| Vittoria  | 5-0    | Helena Kolesnyk        | Sottomissione (rear-naked choke) | Invicta FC 30: Frey vs. Grusander         | 21 Luglio 2018    | 2     | 1:47  | Kansas City Stati Uniti | Performance of the Night.                                      |
| Vittoria  | 4-0    | Akeela Al-Hameed       | Decisione (unanime)              | Invicta FC 27: Kaufman vs. Kianzad        | 13 gennaio 2018   | 3     | 5:00  | Kansas City Stati Uniti | Fight of the Night.                                            |
| Vittoria  | 3-0    | Amy Coleman            | Sottomissione (rear-naked choke) | Invicta FC 24: Dudieva vs. Borella        | 22 Luglio 2017    | 1     | 3:17  | Kansas City Stati Uniti | Performance of the Night.                                      |
| Vittoria  | 2-0    | Madison McElhaney      | Decisione (unanime)              | Invicta FC 22: Evinger vs. Kunitskaya II  | 25 marzo 2017     | 3     | 5:00  | Kansas City Stati Uniti | Debutto nei pesi piuma.                                        |
| Vittoria  | 1-0    | Rachel Wiley           | KO tecnico (pugni e gomitate)    | Invicta FC 14: Evinger vs. Kianzad        | 12 settembre 2015 | 1     | 3:32  | Kansas City Stati Uniti | Debutto nei pesi leggeri.                                      |